# Hành pháp
Hành pháp là một trong ba nhánh trong cơ cấu quyền lực nhà nước, cùng với lập pháp và tư pháp. Quyền hành pháp là quyền khởi xướng hoạch định chính sách và tổ chức thi hành chính sách, bao gồm các hoạt động: đề xuất, khởi xướng việc hoạch định chính sách và điều hành chính sách; tổ chức thi hành Hiến pháp và pháp luật, bảo đảm trật tự công.
Hành pháp trong Nhà nước pháp quyền Cộng hòa Xã hội chủ nghĩa Việt Nam là một bộ phận của quyền lực nhà nước, trong đó các cơ quan nhà nước thực hiện quyền hành pháp trên cơ sở một hệ thống thể chế pháp lý nhằm xây dựng Nhà nước pháp quyền xã hội chủ nghĩa Việt Nam của Nhân dân, do Nhân dân, vì Nhân dân.

## Nội dung
Nói đến hành pháp là nói đến Quyền hành pháp, quyền tự chủ, tự quyết; hoạt động của các cơ quan nhà nước trong thực hiện quyền hành pháp; và hệ thống các cơ quan thực hiện quyền hành pháp.

## Các quyền hành pháp
Hành pháp bao gồm hai quyền: quyền lập quy và quyền hành chính.
Quyền lập quy là quyền ban hành những văn bản pháp quy dưới luật, để cụ thể hoá luật pháp do các cơ quan lập pháp ban hành trên tất cả các lĩnh vực của đời sống xã hội.
Quyền hành chính là quyền tổ chức quản lý tất cả các mặt, các quan hệ xã hội bằng cách sử dụng quyền lực Nhà nước. Quyền hành chính bao gồm các quyền về tổ chức nhân sự trong cơ quan hành chính, quyền tổ chức thực thi và áp dụng pháp luật trong các mối quan hệ giữa tổ chức với cá nhân, tổ chức với tổ chức và giữa các cá nhân với nhau trong đời sống xã hội.

## Cơ quan hành pháp
Bộ máy hành pháp bao gồm các chính phủ (nội các) và các cơ quan hành chính công (hành chính), nơi đầu tiên đảm nhiệm trách nhiệm thi hành pháp luật. Bộ máy hành pháp ngoài việc hành chính còn có quyền lập quy, quy phạm pháp luật, ví dụ, có quyền ban hành các quy định, các văn bản dưới luật, không được xem là tương đương với luật, và thay vào đó phải có nguồn gốc dẫn nhập từ pháp luật hiện hành.

## Mô hình hành pháp

### Mô hình quân chủ đại nghị
Mô hình quân chủ đại nghị (quân chủ lập hiến) có đặc điểm: Thủ tướng giữ vai trò nổi trội trong thực hiện quyền lực chính trị, là người quyết định đường lối chính trị của Chính phủ, mà nguyên nhân sâu xa là bởi Thủ tướng là thủ lĩnh chính trị của đảng chiếm ưu thế trong Nghị viện. Trong chế độ này, giữa lập pháp và hành pháp không có sự tách biệt hoàn toàn mà thường xuyên liên hệ với nhau. Nguyên thủ quốc gia chỉ mang tính tượng trưng.

### Mô hình chính thể cộng hoà đại nghị
Mô hình hành pháp ở các nước theo chính thể cộng hoà đại nghị có đặc điểm: Chính phủ được thành lập trên cơ sở đảng chiếm đa số ghế trong Nghị viện; quyền hành pháp được chia sẻ giữa Tổng thống và Thủ tướng; quyền lực của Tổng thống không lớn, mà tập trung vào Thủ tướng; thủ tướng là người quyết định và chịu trách nhiệm về đường lối chính trị đất nước.
Chính phủ được thành lập bởi Nghị viện trên cơ sở đảng chiếm đa số ghế (hoặc liên giữa các đảng chiếm đa số ghế) trong Nghị viện. Quyền hành pháp được chia sẻ giữa Tổng thống và Thủ tướng. Hiến pháp không trao những quyền hạn quan trọng cho Tổng thống. Văn bản do Tổng thống ban hành thường phải được Thủ tướng và các Bộ trưởng kiểm tra và đồng ý trước. Đặc điểm điển hình là Tổng thống không thuộc thành phần Chính phủ và không thể tác động đến chính sách của Chính phủ.

### Cộng hoà tổng thống
Mô hình hành pháp ở các nước theo chính thể cộng hoà tổng thống có đặc điểm:
- Tổng thống do nhân dân bầu, vừa đứng đầu Nhà nước, vừa đứng đầu nhánh hành pháp.
- Tất cả các quyền hành pháp được Hiến pháp trực tiếp quy định cho Tổng thống.
- Tổng thống có quyền bổ nhiệm các thành viên Chính phủ, các thẩm phán tòa án liên bang với sự đồng ý của Thượng viện.
- Tổng thống có quyền phủ quyết các đạo luật đã được Nghị viện thông qua.
- Tổng thống không chịu trách nhiệm trước Nghị viện...

## Đặc trưng
- Quyền hành pháp là trung tâm của quyền lực nhà nước, đóng vai trò chính trong tổ chức và thực thi quyền lực nhà nước.
- Quyền hành pháp được tổ chức ở mỗi quốc gia theo một mô hình, chứ không giống nhau.
- Việc kiểm soát quyền hành pháp luôn là nội dung quan trọng trong tổ chức và thực thi quyền hành pháp.